# Pocomoke City
La ville de Pocomoke City est située dans le comté de Worcester, dans l’État du Maryland, aux États-Unis. Sa population s’élevait à 4 295 habitants lors du recensement de 2020.